# Crkva sv. Roka u Drnišu
Crkva svetog Roka u Drnišu sagrađena 1731. godine, posvećena je zaštitniku grada Drniša te predstavlja značajan simbol njegove povijesti, vjerske tradicije i kulturne baštine.

## Povijesni kontekst
Nakon osvajanja Drniša od Osmanlija, mletački generalni providur Girolamo Cornaro imenovao je Urbana Fenzija za obnovu grada, uključujući i obnovu tvrđave te izgradnju novih vojnih objekata. Dio te revitalizacije uključivao je i prenamjenu jedne od pet bivših osmanskih bogomolja u katoličku crkvu sv. Ante, dok se gotovo pedeset godina kasnije podigla i crkvica sv. Roka.

## Gradnja i razvoj crkve svetog Roka
Prema natpisu na pročelju, crkva sv. Roka izgrađena je 1731. godine, a njezinu su izgradnju financirali vjernici uz pokroviteljstvo uglednih dama Franje Theodosio i Anđele Gilli. Prvi put se u kanonskim spisima Šibenske biskupije spominje 1734. godine, a zapisi iz 1738. i 1741. godine bilježe postojanje oltara sv. Roka i oltara Gospe od sedam žalosti. Crkva je tijekom 18. stoljeća prolazila kroz manje preinake, a prema arhivskim zapisima, 1938. godine naručena su dva nova zvona.

## Arhitektonska obilježja
Crkva svetog Roka predstavlja skromnu longitudinalnu jednobrodnu građevinu s pravokutnom apsidom. Glavno pročelje zaključeno je preslicom s dva zvona, a jedini dekorativni elementi uključuju pravokutni portal, rozetu i natpisnu ploču. Interijer je jednostavan, s drvenim stropom i mramornim podom. Tijekom vremena, glavna brodska struktura crkve je povišena, a apsida je izrađena od pravilno klesanih kamenih blokova, dok su zidovi broda građeni od grubljeg kamena.

## Ratna razaranja i obnova
Tijekom Domovinskog rata, za vrijeme okupacije Drniša od strane pobunjenih srpskih snaga, crkva je teško oštećena i opljačkana, a s preslice su u sklopu pljačkaškog pohoda ukradena zvona. Nakon rata poduzeti su osnovni zahvati kako bi se crkva osposobila za bogoslužje. Od 2010. – 2014. odvijali su se opsežniji radovi na njezinoj obnovi. Obnova je obuhvatila postavljanje nove kamene preslice, nabavu zvona, zamjenu krovišta, popravak stubišta i ograde te unutarnje radove, uključujući obnavljanje crkvenog inventara.